# Alte Pfarrkirche St. Mauritius (Estenfeld)

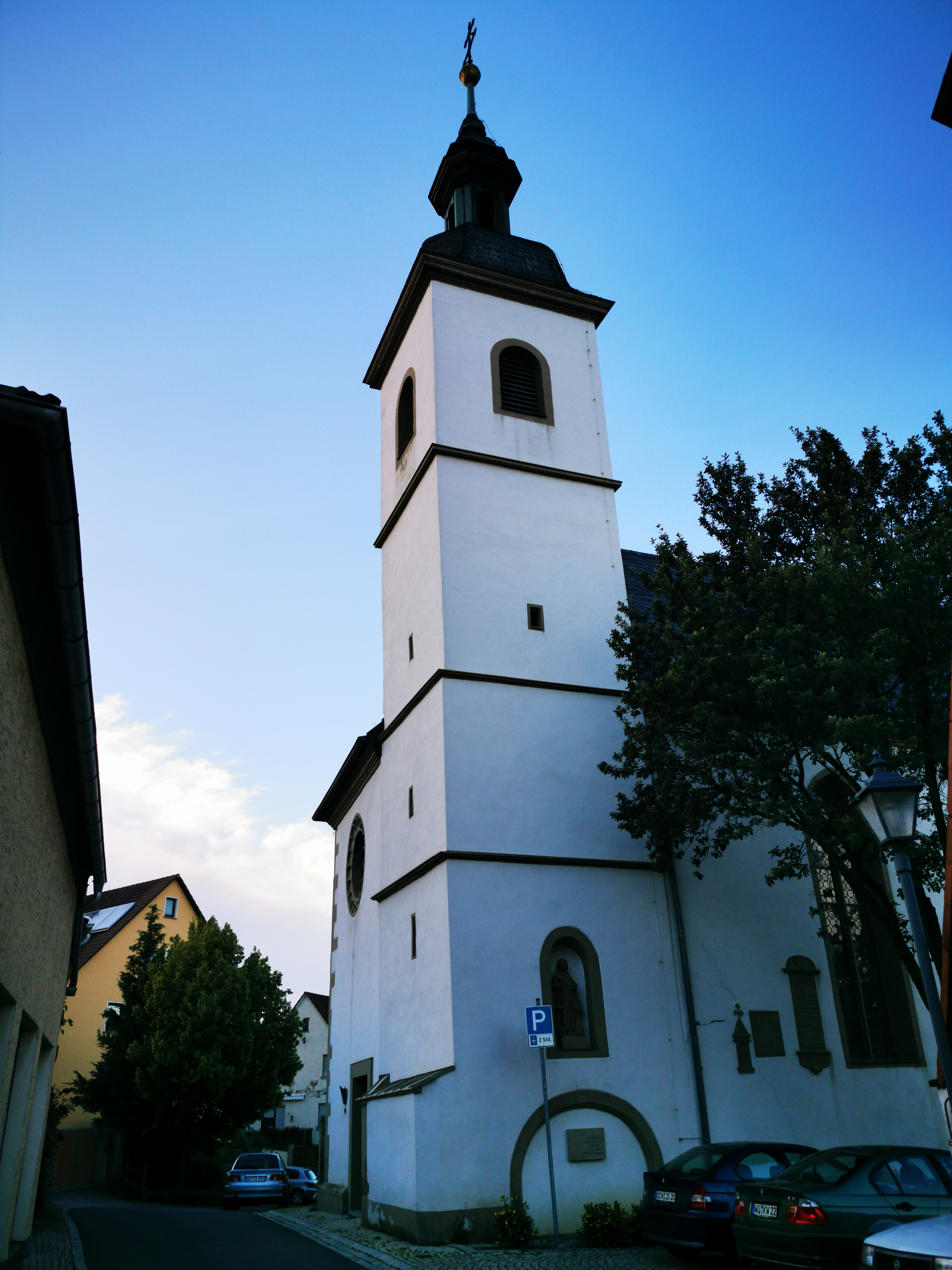
Alte Pfarrkirche St. Mauritius (Estenfeld)

Die alte römisch-katholische Pfarrkirche St. Mauritius ist ein denkmalgeschütztes Kirchengebäude, das in Estenfeld steht, eine Gemeinde im Landkreis Würzburg (Unterfranken, Bayern). Das Bauwerk ist unter der Denkmalnummer D-6-79-130-5 als Baudenkmal in der Bayerischen Denkmalliste eingetragen. Die Pfarrei gehört zur Pfarreiengemeinschaft St. Mauritius-St. Michael-St. Georg, Estenfeld im Dekanat Würzburg rechts des Mains des Bistums Würzburg.

## Geschichte
Die alte Kirche wurde am 23. März 1615 abgerissen, nur der Kirchturm blieb erhalten. Die Grundsteinlegung für die neue Kirche erfolgte am 22. April 1615. Sie wurde am 20. September 1616 durch Weihbischof Eucharius Sang eingeweiht.

## Beschreibung
Die Wände des eingezogenen, dreiseitig abgeschlossenen Chors im Osten des Langhauses werden von Strebepfeilern gestützt. Der Kirchturm, der vom romanischen Vorgängerbau erhalten geblieben ist, steht im Süden vor der Westseite des Langhauses. Sein oberstes Geschoss beherbergt hinter den Klangarkaden den Glockenstuhl, in dem seit 2002 wieder drei Kirchenglocken hängen. Zur Kirchenausstattung gehört der Hochaltar, der von Johann Peter Wagner ursprünglich für die Kapelle des Kartäuserhofs gebaut wurde. Die Kanzel wurde 1753 gebaut, den Schalldeckel krönt der Gute Hirte. 
Die Orgel von Johann Philipp Seuffert aus dem Jahr 1743 gilt heute als verschollen. An ihrer Stelle wurde ein neues, einmanualiges Orgelwerk von Orgelbaumeister Winfried Elenz errichtet. Dabei konnte ein mit dem ursprünglichen Instrument identischer historischer Prospekt aus der damals stillgelegten Pfarrkirche St. Jakobus der Ältere in Himmelstadt übernommen werden.